# Hæsta Hendin
Hæsta Hendin est un groupe islando-danois de hip-hop, actif entre 1996 et 2005.

## Histoire
Le groupe est formé en 1996 au Danemark. Les membres fondateurs étaient les Islandais Blaz Roca (Erpur Eyvindarson) et U-Fresh (Unnar Freyr Theodórsson) ainsi que les Danois Nick (Nicholas Kvaran) et Raz (Rasmus Berg). Leur plus grande performance se fait pour la première fois le 11 août 2004 à Egilshöll, où le groupe s'échauffe pour le rappeur américain 50 Cent. Le groupe a également ouvert pour le rappeur Snoop Dogg en 2005 avec Forgotten Lores et Hjálmar. 
Hæsta Hendin compte un seul album studio, homonyme, sorti en 2005. Il comprend la chanson Rautt løs på barum dans laquelle est invité le rappeur Proof, du groupe D12. Leur morceau Ísland - Hvar ertu? avec U-Fresh et BlazRoca, atteint la 54e place en Tchéquie en 2020.

## Discographie
- 2005 : Hæsta Hendin